# Sanders und das Schiff des Todes
Sanders und das Schiff des Todes ist ein britisch-deutscher Abenteuerfilm (englischer Titel: Coast of Skeletons), der auf Motiven des Romans „Sanders vom Strom“ (Originaltitel: Sanders of the River) von Edgar Wallace basiert. In Deutschland wurde der Film, den der britische Regisseur Robert Lynn im Sommer 1964 in Namibia, Südafrika und London inszenierte, als 22. Beitrag der Edgar-Wallace-Serie vermarktet. Der von Harry Alan Towers in Techniscope und Technicolor produzierte Film startete am 30. April 1965 in den deutschen Kinos.

## Handlung
Der Auftrag für eine Versicherungsgesellschaft führt Sanders nach Afrika, wo er den Fall eines untergegangenen Schiffes prüfen soll. Dort stößt er bald auf einige Merkwürdigkeiten und den Taucher Janny von Koltze, der auf der Suche nach einer versunkenen Goldladung ist.

## Produktionsgeschichte
Nach Todestrommeln am großen Fluß war dies der zweite von insgesamt drei Edgar-Wallace-Filmen, die der britische Produzent Harry Alan Towers herstellte. Unter seinem Pseudonym Peter Welbeck wirkte er abermals am Drehbuch mit. Die Außenaufnahmen des Films drehte man an Originalschauplätzen in Südafrika, in Windhoek und an der Skelettküste. Bei dem im Film als Celdon Star bezeichneten Wrack handelt es sich um die 1909 gestrandete Eduard Bohlen. Die Innenaufnahmen fanden in den Bray Studios in London statt. Der Film hatte 800 000 Besucher in der Bundesrepublik.

## Synchronisation
Die deutschsprachige Synchronisation entstand 1965. Die deutschen Darsteller Heinz Drache, Marianne Koch und Dietmar Schönherr synchronisierten sich selbst. Weitere Synchronsprecher waren:
| Rolle          | Darsteller        | Synchronsprecher  |
| -------------- | ----------------- | ----------------- |
| Sanders        | Richard Todd      | Holger Hagen      |
| A. J. Magnus   | Dale Robertson    | Arnold Marquis    |
| Tom Hamilton   | Derek Nimmo       | Horst Sachtleben  |
| Carlo Seton    | George Leech      | Erich Ebert       |
| Charlie Singer | Gabriel Bayman    | Klaus W. Krause   |
| Mr. Spyker     | Gordon Mulholland | Helmo Kindermann  |
| Hajo Peterson  | Josh DuToit       | Klaus Kindler     |
| Emil           | Buster Perry      | Kurt E. Ludwig    |
| Interviewer    | Derek Lyndon      | Eberhard Mondry   |
| Erzähler       |                   | Reinhard Glemnitz |

## Kritiken
„Der nicht ohne Sorgfalt gemachte Film hat seine besten Momente immer dann, wenn die afrikanische Strandlandschaft „mitspielt“.“

„Nach „Todestrommeln am großen Fluß“ ist „Sanders“ die zweite farbige Breitwandverfilmung, die leider vor allem in der Besetzung Wünsche offen lässt. Weder Heinz Drache als eifersüchtiger Ehemann und Kapitän (das Ritterkreuz des U-Bootkommandanten verlässlich in der Rocktasche seiner Erinnerungen), noch der etwas schmalspurig geratene Sanders-Held von Richard Todd vermögen in das psychologische Habit und in die passende Schuhgröße ihrer Figuren hineinzuschlüpfen.“

„Nur ein blasses Abbild ist hier von Edgar Wallaces farbig-ausgeprägter Gestalt des Afrika-Sanders übriggeblieben. […] Spektakuläre Leichen strecken die dürftige Handlung, bis Held Sanders im kaum überraschenden Finale an der Seite eines redlich-hilfreichen Geschwisterpaares (Marianne Koch/Heinz Drache) befriedigt dem Untergang des Bösewichts nebst ungetreuer Ehefrau beiwohnen darf.“

„[…] routinierte Action ohne viel Schwung. (Wertung: 2 von vier möglichen Sternen – durchschnittlich)“

„Groschenromangeschichte, die Wallace selbst nicht besser hätte erfinden können.“

„Abenteuerfilm nach einem Roman von Edgar Wallace, nicht ohne Härten und nur mäßig spannend.“